# Potaro

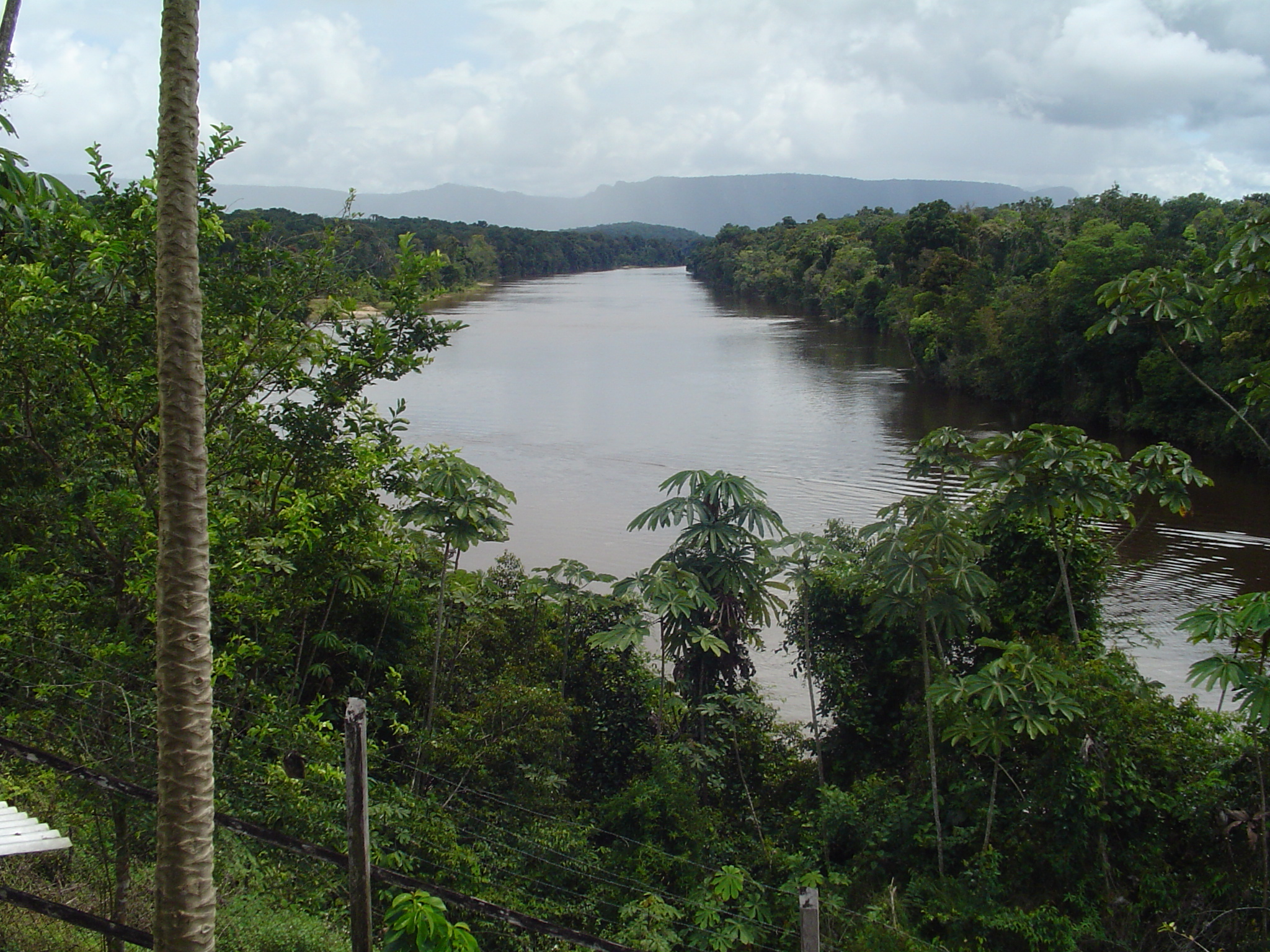
De Potaro bij Pamela Landing naar zuidelijke richting.

De Potaro is een rivier in Guyana in noordelijk Zuid-Amerika.
De bron van de rivier ligt in het gebied van de Ayanganna-tepui van het Pakaraima-gebergte in de noordelijke Rupununi-savanne.  De rivier heeft een lengte van 225 kilometer en mondt dan uit in de grootste rivier van Guyana, de Essequibo, die naar de Atlantische Oceaan stroomt.
Er zijn negen watervallen in de Potaro; de bekendste zijn de Kaieteurwaterval and Tumatumariwaterval. Beneden Kaieteur liggen de Amatuk- en Waratukwaterval. Een hangbrug uit 1930, de Garraway Stream Bridge overspant de rivier.
Chenapau is een klein inheems dorp, dat gelegen is in het beboste gebied langs de rivier bezuiden de Kaieteurwaterval. Menzies Landing is een nederzettinkje, een kleine twintig minuten te voet boven deze waterval. Het is de plaats waarvan verkeer stroomopwaarts mogelijk is. Daar strekt het Potaro-plateau zich uit met in de verte de steile bergrand van de Pakaraima-bergen.
De streek is rijk aan mineralen. Zowel goud als diamant wordt uit de rivier gewonnen, veelal met vaartuigen, zogenaamde gouddreggers, die op de Potaro missiles genoemd worden. In de eerste helft van de twintigste eeuw hebben mijnwerkers met primitieve middelen aanzienlijke hoeveelheden sierdiamant uit de rivieren en stroompjes van de streek gewonnen. De twee grootste diamanten uit Guyana zijn hier gevonden: 56,75 karaat van de kleine Uewang-rivier en 25,67 karaat van Maple Creek. Het mineraal potariet is naar de rivier vernoemd.

## Beeldgalerij

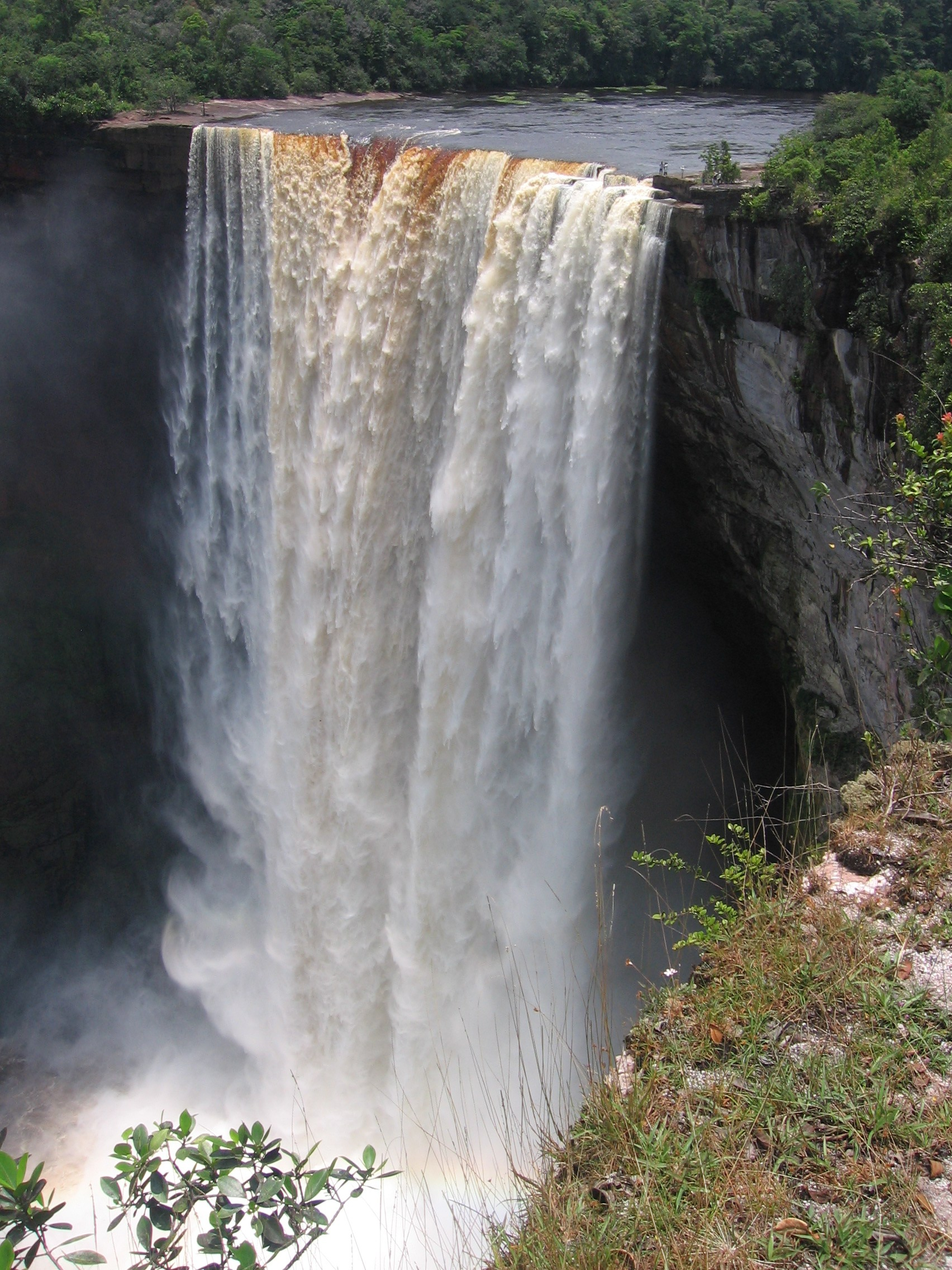
Kaieteurwaterval, september 2007
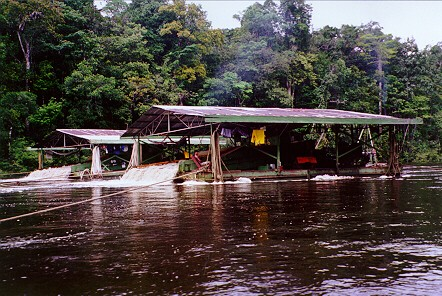
Gouddregger, 2006

- Nationale Bibliotheek van Israël: 987007560184605171
- Virtual International Authority File: 139629994